# Isla Ansarón
La isla Ansarón (Illa do Ansarón) es una isla da la provincia de Lugo (España), situada en el municipio de Jove, en la costa de la parroquia de Portocelo. Con sus 10 hectáreas de extensión es una de las mayores islas de la costa lucense. Es alta (alcanza los 80 metros de altitud) y abrupta, con acantilados productores de percebe y áreas de cría de aves marinas.